# Jody Campbell
Jodocus David "Jody" Campbell, född 4 mars 1960 i Bellflower i Kalifornien, är en amerikansk vattenpolospelare. Han ingick i USA:s landslag vid olympiska sommarspelen 1984 och 1988.
Campbell deltog i den olympiska vattenpoloturneringen i Los Angeles där USA tog silver. Han gjorde tio mål i turneringen, varav tre i matchen mot Australien. Fyra år senare i Seoul blev det silver på nytt och Campbell gjorde tolv mål.
Campbell studerade vid Stanford University. Förutom för två olympiska silvermedaljer tog Campbell guld i vattenpolo vid panamerikanska spelen 1983 och 1987. Han gjorde elva mål när USA vann vattenpoloturneringen vid panamerikanska spelen 1983 i Caracas.